# Crew Return Vehicle

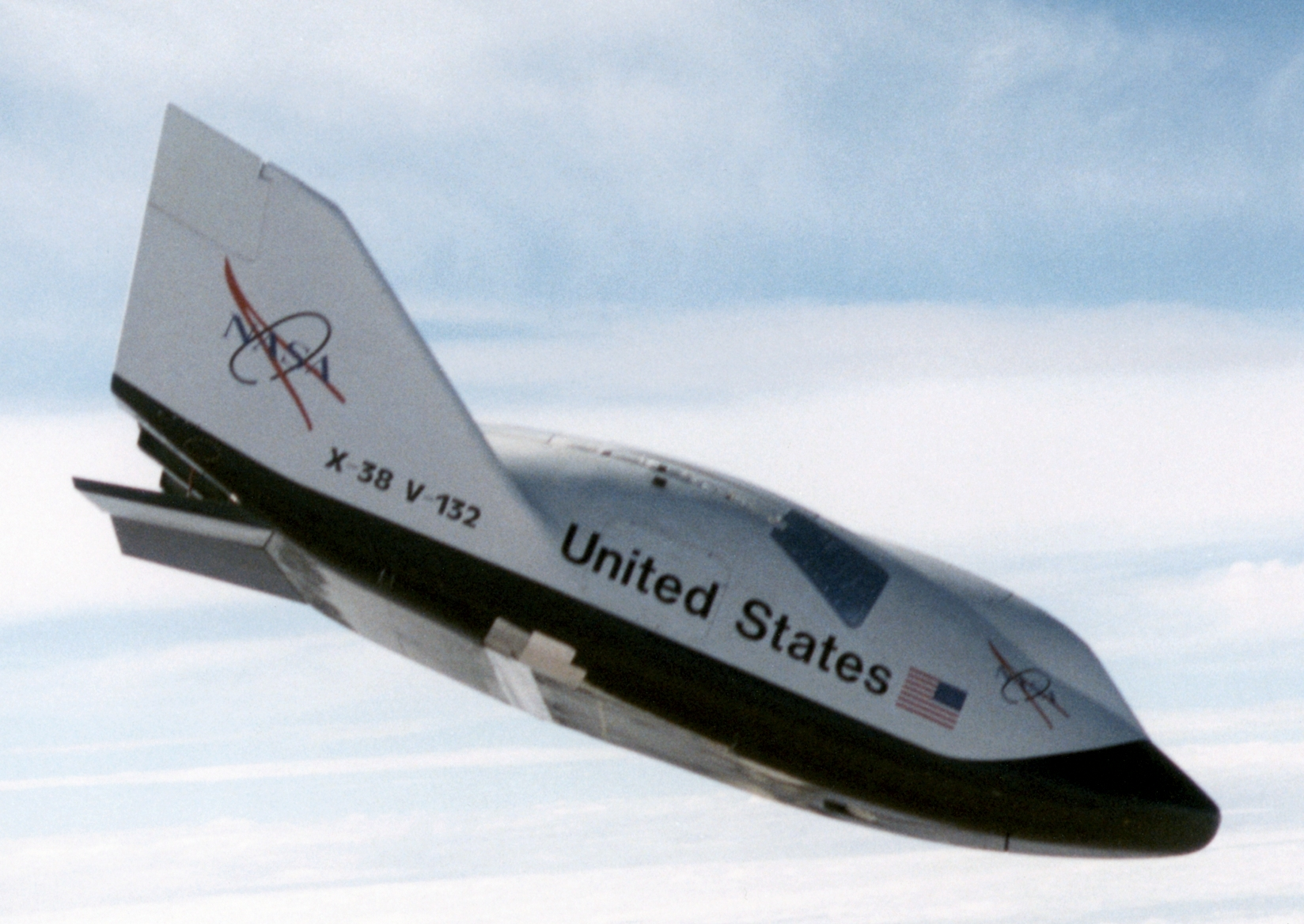
ISS Crew Return Vehicle - CRV (prototipo X-38)

Il Crew Return Vehicle (Veicolo per il ritorno dell'equipaggio) (CRV), a volte chiamato anche Assured Crew Return Vehicle (veicolo per il ritorno assicurato dell'equipaggio) (ACRV), era una scialuppa di salvataggio o un modulo di fuga per la Stazione spaziale internazionale. Nel corso di due decenni, vennero considerati svariati velivoli e progetti, alcuni dei quali vennero fatti volare durante le fasi di sviluppo e test, ma nessuno di essi venne mai realizzato. Nel progetto originale di Stazione Spaziale, si era considerata la presenza di una "zona sicura", dove gli astronauti si sarebbero rifugiati in caso di emergenza, in attesa di un volo Space Shuttle per il recupero. Tuttavia, il Disastro dello Space Shuttle Challenger nel 1986 e il successivo blocco dei voli Shuttle costrinse i progettisti a ripensare questa eventualità.

## Utilizzo
I progettisti ritenevano necessaria la presenza di un veicolo per il ritorno dell'equipaggio per risolvere i seguenti scenari:
- in caso lo Space Shuttle o la navetta Sojuz non fossero disponibili
- come velivolo di fuga in caso di emergenza con fattore di tempo critico
- completo o parziale ritorno dell'equipaggio in caso di emergenza medica[2].

### Considerazioni mediche
La Stazione spaziale internazionale è provvista di una struttura chiamata Health Maintenance Facility (HMF), per gestire un certo livello di problemi medici, che sono stati suddivisi in tre categorie:
- Classe I: disturbi e ferite lievi, senza pericolo di vita (cefalee, lacerazioni)
- Classe II: disturbi e ferite di entità da medio a grave, con possibile pericolo di vita (appendiciti, calcoli renali)
- Classe III: disturbi e ferite gravi, incapacitanti, con pericolo di vita (traumi gravi, esposizione a sostanze tossiche)

L'HMF non è progettata per possedere strumentazione chirurgica, quindi è essenziale un sistema per l'evacuazione dei passeggeri della stazione in caso di problemi medici oltre le possibilità dell'HMF.
Vari studi hanno tentato di stabilire il rischio medico per la permanenza sulla stazione per lungo tempo, ma i risultati sono tuttora senza conclusioni certe, poiché mancano i dati epidemiologici. Tuttavia, si è appreso che i lunghi periodi nello spazio incrementano i rischi di problemi seri. Le stime più recenti mostrano un tasso di malattia/ferita di 1:3 all'anno, con l'1% di possibilità stimata di avere la necessità di evacuare la stazione. Per un equipaggio di otto persone, questi risultati prevedono la necessità di usare un volo di emergenza ogni 4 - 12 mesi. Queste stime sono supportate parzialmente dall'esperienza a bordo della stazione spaziale sovietica Mir. Negli anni ottanta, i sovietici ebbero almeno tre incidenti nei quali i cosmonauti dovettero tornare sulla Terra in condizioni mediche urgenti.
Per il suo uso potenziale come metodo di evacuazione medica, il progetto della navetta dovette fronteggiare diversi problemi che non si pongono normalmente per un normale velivolo spaziale con equipaggio. Il principale di questi consiste nell'accelerazione dei profili di rientro e i sistemi di decelerazione e di atterraggio, che non sono adatti per astronauti con problemi di emorragie. Inoltre, a seconda della natura della ferita, potrebbe essere difficile posizionare il paziente in uno spazio ristretto come una tuta spaziale o una minicapsula. Per questo motivo, la capsula di rientro deve avere la possibilità di fornire un ambiente sufficientemente ampio. I requisiti includono anche un sistema ambientale che fornisca aria pulita, poiché essa è un fattore critico in situazioni di emergenza medica come le intossicazioni.

## Progetti NASA
I progettisti NASA svilupparono inizialmente vari progetti per una "capsula di salvataggio":

### Sistemi a capsula
- Station Crew Return Alternative Module (SCRAM): una capsula con la capacità di alloggiare fino a sei astronauti. Lo scudo termico per il rientro era fornito da uno scudo utilizzato nelle sonde marziane Viking. Il costo della capsula era 600 milioni di dollari, e il suo principale problema era dovuto alle elevate accelerazioni durante l'atterraggio, non ideali in caso di evacuazione medica[1][2].
- MOSES: successivamente al progetto SCRAM, venne considerata una proposta della General Electric e la NIS Space Ltd. per un progetto derivato dalla capsula di recupero dei satelliti Corona dell'aeronautica statunitense. Queste capsule erano state progettate per esperimenti in microgravità senza equipaggio ed inizialmente erano studiate per ospitare fino a quattro astronauti, ma l'idea di ingrandire la capsula per poter alloggiare otto astronauti venne considerata per qualche tempo prima di essere scartata[1][3]. Inoltre durante la discesa gli astronauti avrebbero subito accelerazioni elevate (fino a 8 g), che rendevano questa capsula non adatta ai casi di emergenza medica[2].
- ACRV: nel 1989 gli ingegneri NASA brevettarono un progetto di tipo capsula[4].

### HL-20 PLS
L'HL-20 Personnel Launch System (Sistema di lancio del personale HL-20) era basato sul progetto Personnel Launch System, sviluppato dalla NASA. Nell'ottobre 1989 la NASA firmò un contratto di un anno con la Rockwell International iniziò un progetto, gestito dal Langley Research Center, per effettuare uno studio approfondito del progetto PLS, basandosi sul concetto HL-20.
Nell'ottobre 1991, la Lockheed Advanced Development Company (conosciuta anche con il nome di Skunk Works) iniziò uno studio per determinare la possibilità di sviluppare un prototipo e un sistema operativo. Tramite un accordo di collaborazione tra la NASA e due università della Carolina del Nord, venne costruito un modello non in scala dell'HL-20 per ulteriori ricerche. Di tutte le opzioni, un velivolo a corpo portante era quello che presentava il miglior ambiente per degli astronauti con problemi medici, tra cui una bassa accelerazione durante il rientro e l'atterraggio. Tuttavia il costo del progetto HL-20 era di due miliardi di dollari, e il Congresso tagliò il programma dal budget della NASA nel 1990.

## Progetti ESA
L'Agenzia Spaziale Europea (ESA) iniziò nell'ottobre 1992 una prima fase di studi della durata di sei mesi per la realizzazione di un sistema di evacuazione dell'equipaggio. I contractor dello studio erano Aérospatiale, Alenia Spazio e Deutsche Aerospace.
L'ESA propose diversi progetti:
- capsula tipo Apollo: questo progetto era costituito da una versione ridotta della capsula Apollo degli anni sessanta, in grado di trasportare otto astronauti. Una torre posta in cima alla capsula avrebbe contenuto un tunnel di aggancio e i propulsori, simili alla configurazione della capsula Apollo originale. La torre sarebbe stata espulsa poco prima del rientro. L'atterraggio sarebbe avvenuto attraverso paracadute e airbag[6][7]
- Viking: durante la fase 1 degli studi, l'ESA considerò una capsula conica chiamata "Viking". Come la capsula di tipo Apollo, sarebbe rientrata nell'atmosfera ponendo in avanti la base, ma aveva una forma più aerodinamica. I propulsori a razzo erano derivati dall'Ariane Transfer Vehicle. Il progetto continuò fino al termine della fase 1 a marzo 1995[6][8]
- capsula a corpo tozzo biconica: questo tipo di progetto venne considerato per la maggiore manovrabilità, ma sarebbe stato più pesante e costoso[6][9]

Il programma ACRV dell'ESA, dal costo di 1,7 miliardi di dollari venne cancellato nel 1995, anche se le proteste della Francia risultarono in un contratto di due anni per compiere ulteriori studi, che portarono ad un volo dimostrativo di un prototipo in scala chiamato Atmospheric Reentry Demonstrator nel 1997.
L'ESA infine decise di partecipare al programma X-38 CRV della NASA, dopo il termine della Fase A degli studi.

## Lifeboat Alpha
L'idea di utilizzare una navetta russa come scialuppa di salvataggio risale al marzo 1993, quando l'allora Presidente Bill Clinton indicò alla NASA di riprogettare la Stazione Spaziale Freedom e considerare l'utilizzo di elementi russi. Il progetto venne rivisto durante l'estate, e fu chiamato Stazione Spaziale Alpha (in seguito Stazione spaziale internazionale). Uno degli elementi russi considerati nella riprogettazione era l'uso di scialuppe di salvataggio "Sojuz". Venne stimato che l'utilizzo di capsule Sojuz avrebbe fatto risparmiare alla NASA circa 500 milioni di dollari.
Tuttavia nel 1995 una joint venture tra Energia, Rockwell International e Khrunichev propose il progetto Lifeboat Alpha, derivata dal velivolo di rientro Zarja. Il propulsore di rientro era un razzo a combustibile solido e i propulsori di manovra utilizzavano gas freddo, in modo da avere un ciclo di vita di cinque anni a bordo della stazione spaziale. Questa proposta venne scartata nel giugno 1996 in favore del programma X-38.

## Crew return vehicle e X-38
Il termine Crew Return Vehicle, oltre ad essere il nome generico con cui ci si riferisce ad un veicolo per il ritorno dell'equipaggio a Terra, venne utilizzato anche per uno specifico progetto iniziato dalla NASA con la partecipazione dell'ESA. Il progetto aveva l'obiettivo di produrre uno spazioplano dedicato solamente al ruolo di ritorno a Terra dell'equipaggio. Avrebbe avuto tre specifiche missioni:
- ritorno per motivi medici
- ritorno in caso di inabitabilità della Stazione Spaziale
- ritorno in caso la Stazione Spaziale non potesse essere rifornita.

### Sviluppo del programma
Come seguito del Programma HL-20, il desiderio della NASA era di applicare il concetto dell'Amministratore Daniel Goldin "migliore, più veloce, più economico" al programma originario.
Il progetto comprendeva tre elementi principali: il veicolo di rientro a corpo portante, il modulo internazionale di aggancio e lo stadio di accensione per l'uscita dall'orbita. Il velivolo era stato progettato per ospitare fino a sette astronauti in un ambiente sufficientemente spazioso. A causa della necessità di poter operare con membri dell'equipaggio anche non in grado di agire, le operazioni di volo e di atterraggio erano automatiche. Questo progetto non aveva un sistema di manovra.
Il CRV avrebbe dovuto essere lanciato tramite un vettore non riutilizzabile, come l'Ariane 5. Il progetto prevedeva la costruzione di quattro esemplari e due moduli di aggancio. I veicoli e i moduli sarebbero stati inviati sulla Stazione tramite lo Space Shuttle ed ognuno di essi vi sarebbe rimasto agganciato per tre anni.
La durata dipendeva dal tipo di missione richiesta e quella massima era di nove ore, ma se la missione era di tipo medico la durata della missione poteva essere ridotta a tre ore, considerando una sequenza ottimale di operazioni tra la partenza dalla stazione e l'accensione del propulsore per il rientro. In caso di operazioni normali, la procedura di sgancio avrebbe richiesto circa 30 minuti, ma in caso di emergenza il CRV avrebbe potuto sganciarsi in tre minuti.
Il CRV avrebbe avuto una lunghezza di 9,1 m e una cabina con un volume di 11,8 m³. Il peso all'atterraggio massimo era 10000 kg. Il sistema di atterraggio automatico doveva essere in grado di far atterrare il velivolo entro un raggio di 900 m dal punto previsto.
Il propulsore per l'uscita dall'orbita era progettato dalla Aerojet GenCorp, sotto contratto con il Marshall Space Flight Center. Esso era posizionato nella prua della navetta in sei punti, lungo 4,72 m e largo 1,83 m. A pieno carico, la navetta avrebbe avuto un peso di 2721 kg. Lo stadio di propulsione era alimentato con idrazina e possedeva otto razzi da 43,35 kg di spinta ciascuno, che sarebbero stati accesi per dieci minuti. Otto propulsori di manovra avrebbero avuto invece il compito di controllare l'assetto della navetta durante la procedura di uscita dall'orbita. Una volta completata la manovra, il modulo propulsivo sarebbe stato espulso e si sarebbe distrutto rientrando nell'atmosfera.
La cabina era progettata senza finestrini, poiché questi ultimi aggiungono molto peso al velivolo e costituiscono un rischio aggiuntivo. Per questo motivo la navetta doveva possedere una finestra virtuale, che utilizzava tecniche di visione sintetica per fornire un display visivo tridimensionale e in tempo reale.

### X-38 Advanced Technology Demonstrator
Per sviluppare il progetto e le tecnologie per un CRV operativo ad una frazione del costo degli altri veicoli spaziali, la NASA lanciò un programma per sviluppare una serie di velivoli a basso costo dal nome X-38 Advanced Technology Demonstrators. Come descritto nel EAS Bulletin 101, il programma X-38 "è un dimostratore tecnologico per applicazioni multiple e un programma di mitigazione del rischio, la cui principale applicazione è guidare lo sviluppo di un veicolo per il ritorno dell'equipaggio operativo per la Stazione Spaziale Internazionale.".
NASA assunse il ruolo di contractor principale per il programma X-38, affidando la guida del progetto al Johnson Space Center. Tutti gli aspetti legati alla costruzione e allo sviluppo furono interni all'agenzia statunitense, anche se alcuni compiti vennero affidati all'esterno. Per la produzione dei modelli definitivi del CRV, la NASA avrebbe infatti affidato il compito ad un contractor esterno.
Vennero pianificati quattro velivoli di test ma solo due, per i test atmosferici, vennero costruiti. La struttura dei velivoli era largamente costituita da materiali compositi, attraverso un contratto con la Scaled Composites. Il esemplare effettuò il volo inaugurale il 12 marzo 1998. L'X-38 utilizzava un sistema di atterraggio unico progettato dalla Pioneer Aerospace, costituito da una vela (parafoil) con una superficie di 700 m², controllata attivamente da un sistema di navigazione di bordo, basato sul sistema GPS.

### Controversie
I piani NASA per il programma di sviluppo non inclusero un test operativo di un esemplare definitivo di CRV, che avrebbe previsto il lancio della navetta sulla stazione spaziale, l'aggancio ed effettuare infine un ritorno senza equipaggio sulla Terra. Invece, NASA pianificò di certificare la navetta per il volo con equipaggio basandosi sui risultati dei test dell'X-38. Tre gruppi indipendenti di revisione, assieme all'ufficio dell'ispettorato generale della NASA, espressero preoccupazioni sulla sicurezza del piano.
Questo sistema di sviluppo, con la produzione rapida di prototipi, a differenza dell'approccio di progettazione, sviluppo, test, valutazione ingegneristica sequenziale fu uno dei fattori che sollevarono preoccupazioni sui rischi del programma.

### Problemi finanziari
Nel 1999 la NASA stimò i costi del programma X-38 in 96 milioni di dollari, mentre il programma CRV in 1,1 miliardi di dollari. L'anno successivo i costi dell'X-38 erano saliti a 124 milioni in parte dovuti alla necessità di test operativi del CRV con almeno uno o più lanci dello Space Shuttle.
L'ESA decise di non finanziare direttamente il programma, ma di permettere ai governi partecipanti all'ESA di effettuare finanziamenti individualmente, a partire dal 1999. Il Belgio, la Francia, la Germania, i Paesi Bassi, l'Italia, la Spagna, la Svezia e la Svizzera indicarono che avrebbero contribuito significativamente.

### Cancellazione
Il 29 aprile 2002 la NASA annunciò la cancellazione dei programmi X-38 e CRV, a causa delle pressioni di budget associati ad altri elementi della Stazione Spaziale Internazionale. L'agenzia aveva subito un taglio di quattro miliardi di dollari nei finanziamenti e riprogettò radicalmente il progetto della Stazione Spaziale, chiamando la nuova versione U.S. Core Complete. Questo progetto ridimensionato non includeva il CRV basato sull'X-38. Anche se il Congresso nel 2002 aveva proposto 275 milioni per il CRV, questo non era stato incluso nel finanziamento definitivo. Tuttavia dei rappresentanti del senato e della camera dei rappresentanti affermarono che era necessario mantenere l'opzione CRV aperta, ritenendo la riprogettazione e la cancellazione della NASA prematura. Per questo indicarono all'agenzia spaziale di spendere fino a 40 milioni di dollari per mantenere il programma X-38 in attività.
La cancellazione provocò diverse polemiche e Ralph Hall, membro del Congresso, pose diverse critiche alla cancellazione del programma CRV, tra cui:
- la mancanza di analisi quantitative sui costi e i benefici delle alternative al programma X-38/CRV
- il 2010 era stimato come data di disponibilità più vicina di un velivolo per il trasferimento dell'equipaggio CTV per supportare il ritorno dello stesso
- non è stata fornita alcune stima sui costi di sviluppo e i costi operativi del CTV
- non era presente nessun piano per l'acquisto di un velivolo di ritorno dell'equipaggio di tipo Sojuz dalla Russia.
- la NASA stimava i costi di una flotta di CRV pari a 3 miliardi di dollari, che costituisce un massiccio incremento rispetto alla stima precedente di 1,3 - 1,4 miliardi. La nuova posizione della NASA era che un CRV non sarebbe stato disponibile fino al 2008, che non sembra derivata da problemi tecnici o di gestione. Sembra chiaro che il nuovo costo e la tabella di marcia stimata per il CRV non sia basata su analisi tecniche ma piuttosto un desiderio di rendere lo sviluppo del CTV in una luce più favorevole.

## Orbital Space Plane
Come parte del programma NASA Integrated Space Transportation Plan (ISTP), che ristrutturò lo Space Launch Initiative (SLI), nel 2002 vennero concentrati gli sforzi sullo sviluppo dell'Orbital Space Plane (OSP) (precedentemente chiamato CTV, Crew Transfer Vehicle), che avrebbe funzionato sia come velivolo per il trasporto dell'equipaggio che come CRV. Nella ristrutturazione del programma vennero modificate le priorità dello stesso, come dichiarato dalla NASA: "La necessità della NASAs per il trasporto di equipaggi statunitensi da e verso la Stazione Spaziale è un requisito per il trasporto spaziale e deve essere considerato una priorità dell'agenzia. È responsabilità della NASA di assicurare la presenza di un sistema di ritorno di emergenza dell'equipaggio della ISS. Il progetto e lo sviluppo di una architettura flessibile e modificabile, inizialmente per fornire la possibilità di riportare l'equipaggio e successivamente per evolvere in un velivolo di trasporto dell'equipaggio, è attualmente l'obiettivo a breve termine della SLI.
Uno studio su un Crew Transfer Vehicle/Crew Rescue Vehicle, condotto dal programma SLI nel 2002, conclusero che un Orbital Space Plane multi-ruolo che poteva effettuare sia il trasferimento che il ritorno dell'equipaggio era percorribile e poteva fornire i maggiori benefici nel lungo periodo per gli investimenti dell'agenzia statunitensi. Una delle missioni cruciali di questo nuovo mezzo, come definita dalla NASA nel 2002 era fornire "la capacità di recupero per almeno quattro membri della Stazione Spaziale prima possibile, ma non dopo il 2010". Come parte di un programma di valutazione del volo che doveva esplorare e convalidare le tecnologie da usare nell'OSP, la NASA iniziò il programma X-37, selezionando come contractor principale la Boeing Integrated Defense Systems.
Tuttavia, l'OSP ricevette pesanti critiche dal Congresso per essere troppo limitato nelle sue missioni ("...il principale difetto dell'OSP è che, come viene attualmente progettato, non porta da nessuna parte oltre la Stazione Spaziale") e per il costo stimato tra i 3 e i 5 miliardi.
Successivamente, nel 2004, gli obiettivi della NASA mutarono nuovamente, dall'OSP alla navetta Orion, allora chiamata Crew Exploration Vehicle (CEV), e il progetto X-37 venne trasferito alla DARPA, dove alcuni aspetti dello sviluppo tecnologico vennero mantenuti, ma solo come velivolo per test atmosferici.

## Capsula di tipo Apollo
Con la cancellazione dell'Orbital Space Plane venne nuovamente considerata una capsula di tipo Apollo, questa volta dalla NASA nel marzo 2003. Nello studio iniziale di questo progetto, il "Team ha concluso all'unanimità che un veicolo per il ritorno dell'equipaggio (CRV) derivato dall'Apollo, con equipaggio da quattro a sei persone, sembra avere il potenziale per raggiungere la maggior parte dei requisiti di livello 1 del OSP. Un veicolo per il trasporto dell'equipaggio (CTV) derivato dall'Apollo appare inoltre in grado di raggiungere la maggior parte dei requisiti di livello 1 dell'OSP con l'aggiunta di un modulo di servizio. Il team suppone anche che considerare la navetta Apollo potrebbe essere un'opzione per un sistema comune CRV/CTV. È stato inoltre concluso che utilizzando il modulo di comando Apollo e il modulo di servizio per un veicolo CRV e CTV dedicato alla Stazione Spaziale ha caratteristiche sufficienti per effettuare uno studio dettagliato delle performance, dei costi e della tabella di marcia in paragone con altri progetti OSP, con gli stessi requisiti di livello 1".
Lo studio ha identificato vari problemi con lo sviluppo di questa opzione: "Da un lato, il sistema Apollo è ben conosciuto e ha dato prova di essere di alto successo e robusto, con un sistema di annullamento del lancio molto efficace. La documentazione potrebbe essere di grande aiuto ai progettisti. Dall'altro lato quasi ogni sistema avrebbe dovuto essere riprogettato, poiché nessun componente esistente poteva essere utilizzabile, a causa dell'età, dell'obsolescenza e dell'avvenuta immersione in acqua. Non sarebbero state necessarie celle a combustibile o sistemi criogenici e i sistemi moderni di guida e comunicazione sarebbero stati più leggeri e meno costosi. Anche con l'hardware di volo più economico tuttavia, i siti di ammaraggio del CRV avrebbero potuto rendere i costi del ciclo di vita elevati. Aggiungendo un modulo di servizio più piccolo rispetto a quello richiesto per giungere sulla Luna, si potevano diminuire i siti di ammaraggio richiesti. Se potevano essere aggiunti anche siti di atterraggio sulla terra ferma, si sarebbero potuti diminuire ulteriormente i costi, poiché il team allo studio pensava che il sistema potesse essere reso riutilizzabile.
Il progetto permetteva di mantenere le accelerazioni in un range moderato (da 2,5 a 3,5 g). Dal punto di vista medico tuttavia, la capsula di tipo Apollo presentava vari svantaggi: avrebbe avuto una pressione atmosferica operativa di soli 34,4 kPa (5 psi), a differenza della pressione presente sulla stazione di 99,9 kPa (14,5 psi). Inoltre un ammaraggio con scarso preavviso avrebbe creato ritardi significativi nel recupero della capsula.

## Sojuz TMA
Con la cancellazione dei programmi X-38 e CRV nel 2001, divenne chiaro che nel lungo periodo diventava necessario utilizzare le capsule Sojuz. Per rendere maggiormente compatibili con le necessità della Stazione Spaziale, venne firmato un contratto con la Korolev Rocket and Space Corporation Energia per modificare la capsula standard Sojuz TM nella versione Sojuz TMA. Le modifiche principali interessarono la struttura interna, con nuovi sedili migliorati che raggiungevano gli standard antropometrici statunitensi. Una serie di lanci di test della capsula migliorata ebbero luogo nel 1998 e nel 1999 da un aereo cargo Ilyushin Il-76, per convalidare i sistemi di atterraggio.
Nel 2010 è stata introdotta un'ulteriore variante, definita Sojuz TMA-M, migliorata in alcune componenti.
La capsula Sojuz TMA viene sempre mantenuta attraccata alla Stazione Spaziale in modalità "standby", in caso di emergenza. In questa configurazione, la capsula può rimanere a disposizione per circa 200 giorni prima di dover essere sostituita, e in effetti ogni capsula viene sostituita con un ciclo di sei mesi. Il primo volo di una Sojuz versione TMA avvenne il 29 ottobre 2002, con il volo della Sojuz TMA-1.
Poiché la capsula TMA può alloggiare un massimo di tre astronauti, anche l'equipaggio della Stazione Spaziale è stato inizialmente limitato a tre persone, il che riduceva drasticamente la quantità di ricerche scientifiche che potevano essere effettuate in orbita: 20 ore-persona alla settimana, molto meno rispetto a quello che era stato anticipato nelle fasi di progettazione della Stazione Spaziale.
Per superare questo limite nel corso del tempo la Stazione Spaziale è stata attrezzata per la permanenza di sei persone a bordo e, dal 2009 a partire dall'Expedition 20 l'equipaggio è stato portato 6 persone, risultato ottenuto lasciando perennemente attraccate alla stazione 2 capsule Sojuz per garantire l'evacuazione di emergenza.